# Kabupaten Pekalongan
Kabupaten Pekalongan är ett kabupaten i Indonesien.   Det ligger i provinsen Jawa Tengah, i den västra delen av landet, 300 km öster om huvudstaden Jakarta. Antalet invånare är 875 118.